# Salduba
Salduba fue una ciudad romana del Conventus Gaditanus de la provincia Baetica, en Hispania. Estaba situada en la Vía Aurelia que comunicaba Malaca con Gades siguiendo la línea de la costa a través de Carteia, en el Estrecho de Gibraltar. 
Salduba habría sido un importante centro de producción de gárum.
Según algunos autores, Salduba se encontraría situada en Estepona, en la margen derecha del flumen Salduba (actual Guadalmansa), en el término municipal de Estepona, en un emplazamiento elevado en el que han aparecido restos íberos, fenicios y romanos. En el paraje de El Torreón de Estepona se localizaron vestigios de una fortificación y su muralla, además de cerámica, artes de pesca, que se conservan en el Museo de Estepona, y una necrópolis. Sin embargo los hallazgos se han deteriorado por el expolio, las labores agrícolas y la urbanización del entorno.
Por otra parte, hay hipótesis contrarias a la ubicación de Salduba en el término de Estepona. En la Geografía de Ptolomeo y en la obra de Plinio se nombra la ciudad de Salduba, entre las de los túrdulos, entre Malaka y Suel. En la obra de Ponponio Mela se encuentra entre Malaka y Lacippo.
La hipótesis de que Salduba corresponda a Estepona es contraria a los estudios del siglo XIX sobre los autores clásicos ya mencionados, además de Estrabón, el Itinerario y Ravenate. En 1894 la Sociedad Geográfica de España estableció el siguiente orden de las ciudades romanas desde Málaga a Tarifa: Malaca, Salduba, Suel, Cilniana, Lacippo, Barbesula, Calpe, Carteia, Portu Albo y Mellaria.